# Альфонсо Фадрике Арагонский
Альфонсо Фадрике Арагонский (Alfonso Fadrique d’Aragon) (р. ок. 1290, ум. 1336/39) — лейтенант-генерал Афинского герцогства (1317—1330), граф Салоны.
Незаконнорожденный сын короля Сицилии Федериго II от его любовницы Сибиллы Сормелла.
В 1313 году наёмники каталонской компании признали его своим номинальным руководителем.
В начале 1317 г. назначен регентом Афинского герцогства при своём единокровном брате Манфредо с титулом лейтенант генерал. После последовавшей вскоре смерти Манфредо подтверждён в этой же должности при другом брате — 5-летнем Гульельмо II.
В том же году во главе вооружённого отряда прибыл к месту назначения и возглавил Каталонскую компанию.
Вскоре после прибытия в Грецию женился на Марулле (Марии) да Верона, дочери Бонифация Веронского (ум. 1317), триарха северной части Эвбеи, и по правам жены получил после его смерти часть наследства - Каристос, Лармену и Эгину.
В 1318 году после смерти Роже Деслора получил его графство Салона. В том же году умер деспот Фессалии Иоанн II Дука, после чего Альфонсо Фадрике занял часть его владений — Лидорикион, Домокос, Фарсалу, Сидерокастрон (1319), из которых было создано герцогство Неопатрия, присоединённое к Афинскому.
В 1330 г. Альфонсо Фадрике был смещён отцом с должности лейтенанта генерала (возможно, его заподозрили в том, что он хотел сделать её наследственной) и в качестве компенсации получил графства Мальта и Гоцо как вассал Сицилийского королевства.
Умер между 20 декабря 1335 и 4 марта 1339 г.
Дети от Маруллы Веронской (ум. 1326):
- Симона, жена Джорджо Гизи, триарха Эвбеи
- Педро Фадрике (ум. 1356), граф Салоны и Мальты, в 1350 г. лишён владений
- Хайме Фадрике (ум. 1365), граф Салоны с 1356, сеньор Эгины с 1362, викарий Афинского герцогства (1356—1359).
- Бонифаций II Фадрике (ум. 1374), сеньор Каристоса (1338—1365) и Эгины (1338-1350). В 1365 г. продал Венеции свои владения в Эвбее за 6 тысяч дукатов.
- Хуан Фадрике (ум. 1362/66) сеньор Эгины и Саламиса с 1350
- Симона Фадрике (ум. 1358), жена Джорджио Гизи, триарха южной части Эвбеи.